# بين نيومان
بين نيومان (بالإنجليزية: Ben Neumann)‏ هو مستثمر وشخصية أعمال ومنتج أفلام ورائد أعمال أمريكي، ولد في 27 مايو 1966 في كريفلد في ألمانيا.

## وصلات خارجية
- بين نيومان على موقع IMDb (الإنجليزية)